# Sundargarh (Distrikt)
Der Distrikt Sundargarh (Oriya ସୁନ୍ଦରଗଡ଼ ଜିଲ୍ଲା Sundaragaṛa Jillā) befindet sich im Westen des indischen Bundesstaats Odisha.
Verwaltungssitz ist die Stadt Sundargarh.
Der Distrikt entstand aus den Fürstenstaaten Gangpur und Bonai, die am 1. Januar 1948 aufgelöst wurden und mit dem Bundesstaat Orissa verschmolzen.

## Lage
Der Distrikt erstreckt sich über eine Fläche von 9712 km².
Er liegt im Bergland der Ostghats. Die Flüsse Ib und Brahmani durchfließen ihn in südlicher Richtung.

## Einwohner
Beim Zensus 2011 betrug die Einwohnerzahl 2.093.437. Das Geschlechterverhältnis lag bei 973 Frauen auf 1000 Männer.
Die Alphabetisierungsrate belief sich auf 73,34 % (81,01 % bei Männern, 65,48 % bei Frauen).
73,2 % der Bevölkerung waren Hindus, 18,39 % Christen, 3,41 % Muslime.

## Verwaltungsgliederung
Der Distrikt besteht aus drei Sub-Divisionen: Bonai, Panposh und Sundargarh.
Zur Dezentralisierung der Verwaltung ist der Distrikt in 17 Blöcke unterteilt:
- Balisankara
- Bargaon
- Bisra
- Bonaigarh
- Gurundia
- Hemgiri
- Koida
- Kuanramunda
- Kutra
- Lahunipada
- Lathikata
- Lephripara
- Nuagaon
- Rajgangpur
- Subdega
- Sundargarh
- Tangarpalli

Des Weiteren gibt es 18 Tahasils:
- Badagaon
- Balisankara
- Biramitrapur
- Bisra
- Bonai
- Gurundia
- Hemgir
- Koida
- Kutra
- Lahunipada
- Lathikata
- Lephripara
- Panposh
- Rajgangpur
- Rourkela
- Subdega
- Sundargarh
- Tangarpalli

Im Distrikt befinden sich folgende ULBs: die Municipal Corporation Rourkela sowie die drei Municipalities Biramitrapur, Rajgangpur und Sundargarh.
Außerdem sind 262 Gram Panchayats im Distrikt vorhanden.